# Litauische Badmintonmeisterschaft 2018
Die Litauische Badmintonmeisterschaft 2018 fand vom 12. bis zum 13. Mai 2018 in Panevėžys statt. Es war die 56. Austragung der nationalen Titelkämpfe von Litauen im Badminton.

## Medaillengewinner
| Disziplin    | Gold                                   | Silber                                    | Bronze                                   |
| ------------ | -------------------------------------- | ----------------------------------------- | ---------------------------------------- |
| Herreneinzel | Povilas Bartušis                       | Ignas Reznikas                            | Kazimieras Dauskurtas                    |
| Dameneinzel  | Vytautė Fomkinaitė                     | Gerda Voitechovskaja                      | Samanta Golubickaitė                     |
| Herrendoppel | Kazimieras Dauskurtas Povilas Bartušis | Mindaugas Dagilis Edgaras Slušnys         | Laurynas Sparnauskis Renaldas Šileris    |
| Damendoppel  | Vytautė Fomkinaitė Ieva Sendžikaitė    | Rebeka Aleksevičiūtė Gerda Voitechovskaja | Samanta Golubickaitė Vitalija Movšovič   |
| Mixed        | Mark Šames Vytautė Fomkinaitė          | Edgaras Slušnys Vaida Slušnienė           | Aivaras Kvedarauskas Jelena Ramaneckienė |